# La Razón
La Razón ist eine spanische konservative Tageszeitung. Sie wird in Madrid herausgegeben und hat eine durchschnittliche täglich verkaufte Auflage von 149.559 Exemplaren, womit sie 2007 nach El País, El Mundo, ABC und La Vanguardia die fünftgrößte spanische Tageszeitung war.

## Hintergrund
La Razón gehört zum Medienkonzern Grupo Planeta. Die Zeitung unterhält Regionalbüros in Katalonien, Valencia, Kastilien-León, Murcia und Andalusien und erscheint in Regionalausgaben in Madrid, Valencia und Sevilla.
La Razón wurde 1998 vom spanischen Schriftsteller und Journalisten Luis María Ansón gegründet, nachdem er über 15 Jahre als Direktor die Tageszeitung ABC geleitet hatte. 2015 geriet die Zeitung international in die Kritik, nachdem sie einen turbantragenden kanadischen Sikh, dessen per Fotomanipulation entstelltes Selfie im Internet kursierte, ungeprüft auf ihrer Titelseite als einen der Terroristen der Terroranschläge vom 13. November 2015 in Paris darstellte.